# Gene Deitch
Eugene Merril Deitch (8 tháng 8 năm 1924 - 16 tháng 4 năm 2020) là họa sĩ hoạt hình, họa sĩ truyện tranh  và đạo diễn phim người Mỹ gốc Séc >> Ông làm việc trong trụ sở tại Prague từ năm 1959, Deitch được biết đến qua các đóng góp của ông trong các phim hoạt hình nổi tiếng như Munro, Tom Terrific,, Popeye và Tom và Jerry.

## Cuộc sống thời trẻ
Deitch được sinh ra ở Chicago, Illinois vào ngày 8 tháng 8 năm 1924, là con trai của nhân viên bán hàng Joseph Deitch và Ruth Delson Deitch. Năm 1929, gia đình ông chuyển đến California. Deitch theo học tại Hollywood. Ông tốt nghiệp trường trung học Los Angeles năm 1942.

## Sự nghiệp thời trẻ
Sau khi tốt nghiệp, Deitch bắt đầu làm việc cho hãng Hàng không Bắc Mỹ với công việc là vẽ bản thiết kế máy bay. Năm 1943, ông trải qua khóa đào tạo phi công trước khi bị viêm phổi và được xuất viện vào tháng 5 năm sau. Từ năm 1945 đến năm 1951, Deitch đã đóng góp trang bìa và nghệ thuật nội thất cho tạp chí jazz The Record Changer. Vào những năm 1950, Deitch là người hỗ trợ và kỹ sư âm thanh cho Connie Converse, một trong những ca sĩ-nhạc sĩ người Mỹ đầu tiên. Converse xuất hiện một lần trên truyền hình CBS một phần nhờ các kết nối của Deitch với cộng đồng, nhưng mặt khác ông đã tìm thấy rất ít thành công và cuối cùng, ông từ bỏ âm nhạc, sau đó chỉ để được phát hiện lại trong nhiều thập kỷ sau đó, thông qua các bản ghi âm Deitch đã tạo ra âm nhạc của ông ta vào năm 1954.

## Sự nghiệp hoạt hình
Năm 1955, Deitch học việc tại xưởng phim hoạt hình United Productions of America (UPA), và sau đó trở thành giám đốc sáng tạo của Terrytoons. Ông đã sáng tạo ra những nhân vật như Sidney the Elephant, Gaston Le Crayon, và Clint Clobber. Bắt đầu từ năm 1955, khi đang làm việc tại UPA, Deitch đã viết và vẽ truyện tranh "United Feature Syndicate", "The Real-Great Adventures of Terr'ble Thompson!", "Hero of History" với sự tham gia của một đứa trẻ dũng cảm trong những cuộc phiêu lưu kỳ ảo. Một tiểu phẩm về Terr'ble Thompson đã được ghi lại bởi Little Golden Records, với diễn viên Art Carney và người chỉ huy ban nhạc Mitch Miller tham gia. Những bộ phim đó được chiếu hàng ngày, kéo dài từ Chủ nhật ngày 16 tháng 10 năm 1955 đến ngày 14 tháng 4 năm 1956. Đầu năm 1958, phim hoạt hình sân khấu Sidney's Family Tree của ông đã được đề cử cho giải Oscar. Vào tháng 8 năm 1958, ông bị sa thải khỏi Terrytoons và thành lập hãng phim riêng của mình ở New York có tên là Gene Deitch Associates, Inc., nơi chủ yếu sản xuất quảng cáo truyền hình.
Khi nhà tài trợ Rembrandt Films  hứa tài trợ cho Munro, một sân khấu hoạt hình ngắn mà Deitch muốn tạo ra, ông đã chuyển đến chi nhánh của công ty tại Prague, Tiệp Khắcvào tháng 10 năm 1959. Ban đầu ông dự định chỉ dành mười ngày ở Prague, nhưng sau khi gặp người vợ tương lai của mình, Zdena, ông đã quyết định sinh sống lâu dài trong thành phố. Bộ phim Munro ra mắt tại Tiệp Khắc vào tháng 9 năm 1960 và tại Hoa Kỳ vào ngày 5 tháng 10 năm 1961, với bộôphim bữa ăn sáng tại Tiffany's. Nó đã giành được một giải thưởng Hàn lâm cho Phim ngắn hoạt hình hay nhất năm 196.  Đó là phim ngắn đầu tiên được tạo ra bên ngoài Hoa Kỳ được vinh danh như vậy.
Từ năm 1960 đến 1963, Deitch hợp tác với Rembrandt để đạo diễn phim hoạt hình Popeye cho truyền hình với King Feature, và từ năm 1961 đến 1962, ông đã đạo diễn 13 tập phim Tom và Jerry cho MGM. Là một "người đàn ông theo chủ nghĩa UPA", Deitch có những hiểu lầm về tài sản sau này, nghĩ rằng họ "bạo lực không cần thiết". Tuy nhiên, sau khi được phân công thực hiện bộ truyện, anh nhanh chóng nhận ra rằng "không ai coi trọng [bạo lực], và đó chỉ là" một sự nhại lại những cảm xúc cường điệu của con người ". Anh ta cũng đến để xem những gì anh ta coi là "cội nguồn Kinh thánh" trong cuộc xung đột của Tom và Jerry, tương tự như David và Goliath, nói rằng "Đó là nơi chúng ta cảm thấy có mối liên hệ với những phim hoạt hình này: anh chàng nhỏ bé có thể chiến thắng (hoặc ít nhất là sống sót) chiến đấu một ngày khác. " Các nhà phê bình đương đại thường coi quần short của Deitch là tệ nhất trong loạt phim Tom và Jerry; tuy nhiên, Deitch tuyên bố một số người hâm mộ đã viết thư tích cực cho anh ấy, nói rằng quần short Tom và Jerry của anh ấy là sở thích cá nhân của họ.
Với nhà sản xuất William L. Snyder, Deitch đồng sản xuất và đạo diễn một loạt phim ngắn về truyền hình Krazy Kat cho King Feature từ năm 1962 đến 1964. The Bluffers, dựa trên một trong những ý tưởng của Deitch, cũng do anh ta đồng sản xuất. Ông chỉ đạo bộ phim Alice of Wonderland năm 1966 tại Paris. Năm 1966, ông làm việc với nhà hoạt họa người Séc Jiří Trnka trong một bộ phim hoạt hình dài có tính năng của The Hobbit. Tuy nhiên, nhà sản xuất William L. Snyder không thể đảm bảo kinh phí và để không cho phép các cuốn tiểu thuyết hết hạn, ông đã yêu cầu Deitch sản xuất một bộ phim ngắn chuyển thể trong 30 ngày. Deitch và họa sĩ minh họa Adolf Sinh đã làm một bộ phim hoạt hình dài 13 phút không bao giờ có ý định phân phối; bộ phim đã bị coi là mất từ lâu cho đến khi nó được con trai của Snyder khám phá lại và phát hành trên YouTube vào năm 2012. Cũng trong năm 1966, Deitch đã tạo ra một cô gái thích phiêu lưu mạo hiểm trong Terr'ble Tessie. 
Từ năm 1969 đến khi nghỉ hưu năm 2008, Deitch là giám đốc hoạt hình hàng đầu của tổ chức Connecticut Weston Woods Studios, điều chỉnh sách tranh cho trẻ em. Deitch đã chuyển thể 37 bộ phim cho Weston Woods, từ <i id="mwkA">Drummer Hoff</i> năm 1969 đến Voyage to the Bunny Planet năm 2008  Xưởng của anh được đặt tại Prague gần Barrandov Studios, nơi có nhiều bộ phim lớn được quay. Năm 2003, Deitch đã được trao giải thưởng Winsor McCay của Annie Awards bởi ASIFA-Hollywood vì đóng góp trọn đời cho nghệ thuật hoạt hình.

## Đời tư
Deitch gặp người vợ đầu tiên của mình, Marie, khi cả hai cùng làm việc tại Hàng không Bắc Mỹ và họ kết hôn vào năm 1943. Ba con trai của họ, Kim, Simon và Seth Deitch, là những nghệ sĩ và nhà văn cho truyện tranh ngầm và truyện tranh thay thế.
Năm 1960, vài ngày sau khi đến Prague vào tháng 10 năm 1959, Deitch đã gặp Zdenka Najmanová, giám đốc sản xuất tại studio Bratři v triku nơi ông làm việc. Họ kết hôn vào năm 1964. Hồi ký của Deitch, For the Love of Prague, dựa trên kinh nghiệm của ông về cái mà ông gọi là "người Mỹ tự do duy nhất sống và làm việc ở Prague trong suốt 30 năm của chế độ độc tài Đảng Cộng sản."  Theo Deitch, mặc dù anh ta bị StB theo dõi và điện thoại của anh ta bị nghe trộm, anh ta không bao giờ biết về sự hiện diện của họ và không bao giờ bị thẩm vấn cũng không bị bắt.
Deitch qua đời tại Prague vào ngày 16 tháng 4 năm 2020, ở tuổi 95. Ngay trước khi chết, Deitch đã ghi nhận các vấn đề về đường ruột.